# Anatolij Żyhan
Anatolij Iwanowycz Żyhan, ukr. Анатолій Іванович Жиган, ros. Анатолий Иванович Жиган, Anatolij Iwanowicz Żigan (ur. 4 lutego?/17 lutego 1917, Imperium Rosyjskie, zm. 1964, Ukraińska SRR) – ukraiński piłkarz, grający na pozycji obrońcy, trener piłkarski.

## Kariera piłkarska
Wychowanek szkoły piłkarskiej w Kotowsku. W 1939 rozpoczął karierę piłkarską w klubie Dynamo Odessa. Dalsze występy przerwał atak Niemiec na ZSRR. Po zakończeniu II wojny światowej w 1945 bronił barw wojskowego MWO Moskwa, a w następnym sezonie powrócił do odeskiego zespołu, który zmienił nazwę na Charczowyk Odessa. W 1947 został zaproszony do Dynama Kijów, w którym zakończył karierę piłkarza w roku 1951.

## Kariera trenerska
Po zakończeniu kariery piłkarza rozpoczął pracę szkoleniowca. Najpierw ukończył Kijowski Wydział Wyższej Szkoły Trenerów. Następnie pracował w Futbolowej Szkole Młodzieżowej w Kijowie. Od stycznia do kwietnia 1957 prowadził Kołhospnyk Połtawa. W 1960 dołączył do sztabu szkoleniowego Awanhard Czernihów, gdzie najpierw pomagał trenować, a po dymisji Ołeksandra Szczanowa w maju 1960 pełnił obowiązki starszego trenera, a w lipcu objął prowadzenie klubem. Na początku 1962 został zaproszony do Awanharda Żółte Wody, którym kierował do lipca 1963. Następnie zachorował i w 1964 zmarł w wieku 47 lat.